# Komosztica
Komosztica (bułg. Комощица) – wieś w Bułgarii, w obwodzie Montana, w gminie Jakimowo. Według danych szacunkowych Ujednoliconego Systemu Ewidencji Ludności oraz Usług Administracyjnych dla Ludności, 15 września 2023 roku miejscowość liczyła 854 mieszkańców.